# Couso (Bóveda)
Couso (en gallego y oficialmente, O Couso) es una localidad del municipio de Bóveda, en la provincia de Lugo, España. Pertenece a la parroquia de Martín.
Se encuentra a 625 metros de altitud, a los pies de la Sierra de Couso. En 2022 tenía una población de 1 habitante, 1 hombre y 0 mujeres.